# Arhiepiscopul de Canterbury

Stema arhiepiscopiei de Canterbury.

Arhiepiscopul de Canterbury este cel mai important episcop al Angliei și liderul mondial al Bisericii Anglicane. Actualul arhiepiscop de Canterbury este Justin Welby. Reședința sa se află la Catedrala din Canterbury, care este cea mai veche catedrală din Anglia , și tot el este al 105-lea arhiepiscop de Canterbury, dintr-o succesiune deschisă de însuși sfântul Augustin de Canterbury.

## Istorie
În anul 597 d.Hr, Papa Grigore cel Mare îl trimite pe Sfântul Augustin în fosta provincie romană Britania pentru a-i converti pe anglo-saxonii păgâni la creștinism. Acesta este primit cu brațele deschise de către Ethelbert de Kent, regele anglo-saxonilor, care acceptă noua religie. Augustin întemeiază mai multe biserici , iar în orașul Canterbury ridică o catedrală. Un an mai târziu, Papa Grigore cel Mare îi trimite lui Augustin un pallium, hirotonisindu-l ca prim arhiepiscop de Canterbury și lider al Bisericii engleze . Arhiepiscopul de Canterbury era liderul Bisericii Romano-Catolice din Anglia, și supusul fidel al Papei de la Roma.
Următorii patru arhiepiscopi de Canterbury au fost toți italieni, precum Augustin, apoi a urmat un arhiepiscop englez, apoi unul grec, Teodor din Tars, care a organizat Biserica engleză după modelul Bisericii bizantine.
În anul 1066, când normanzii au cucerit Anglia, au pus un arhiepiscop francez, iar Biserica engleză a fost reorganizată după modelul Bisericii franceze. Mai mult în anul 1070, au distrus vechea catedrală de la Canterbury, construită de Augustin, și au ridicat una mult mai mare în stil gotic.
Unul dintre cei mai importanți arhiepiscopi de Canterbury a fost Thomas Becket. El i-a cerut regelui Henric al II-lea să ofere mai multe drepturi clerului romano-catolic, dar în cele din urmă niște cavaleri ai regelui l-au asasinat. Un alt arhiepiscop celebru a fost Anselm de Aosta, unul dintre cei mai mari învățați ai scolasticii.
În anul 1534, regele Henric al VIII-lea a ordonat separarea Bisericii Angliei de Biserica Romei și de papalitate, astfel fiind înființată Biserica Anglicană, una dintre primele biserici protestante. Astfel, arhiepiscopii nu mai erau supuși papei, intrând sub controlul strict al regalității engleze. Reformatorul Thomas Cranmer a fost pus arhiepiscop de Canterbury, devenind primul lider al noii Bisericii Anglicane și scriind prima carte despre ceremoniile și rugăciunele anglicanismului.

## Legături externe
- Arhiepiscopia de Canterbury – Site Oficial